# Ауэс, Карл Оскар
Карл Оскар Ауэс (нем. Carl Oscar Ahues; 26 декабря 1883, Бремен — 31 декабря 1968, Гамбург) — немецкий шахматист; международный мастер (1950). Шахматный литератор, радиокомментатор. Чемпион Берлина (1910) и Германии (1929). В составе команды Германии участник Олимпиад 1930—1931. Лучшие результаты в международных турнирах: Берлин (1926) — 3-5-е; Кечкемет (1927) — 5-7-е; Сан-Ремо (1930) — 6-е; Льеж (1930) — 3-5-е места. 